# Savignano sul Panaro
Savignano sul Panaro est une commune italienne de la province de Modène, dans la région Émilie-Romagne.

## Administration
| Période                                  | Période | Identité | Étiquette | Qualité |
| ---------------------------------------- | ------- | -------- | --------- | ------- |
|                                          |         |          |           |         |
| Les données manquantes sont à compléter. |         |          |           |         |

### Hameaux
Mulino, Formica, Garofano, Magazzeno.

### Communes limitrophes
Bazzano, Castello di Serravalle, Guiglia, Marano sul Panaro, Monteveglio, San Cesario sul Panaro, Spilamberto, Vignola.

## Histoire
En 1925, sur le territoire de cette localité, fut découverte une statuette féminine de la préhistoire, elle a été datée du Paléolithique supérieur et appartient à la culture du Gravettien.